# Maleducata
Maleducata est un single de l'auteur-compositeur-interprète et chanteur italien Achille Lauro, sorti le 17 septembre 2020 issue de la réédition de son album 1969 : 1969 Achille Idol Rebirth. La chanson fait partie de la  bande originale de la troisième saison de la série télévisée Netflix Baby.
Elle a été certifiée disque d'or en Italie.

## Clip vidéo
Le clip vidéo est sorti le 22 septembre 2020 sur la chaîne YouTube de l'artiste. Réalisé par Giulio Rosati, Achille Lauro présente une image en dehors des stéréotypes: le chanteur apparaît maquillée, avec des bas raisin, corset, talons et danse le lap dance. Certains passages de la vidéo rappellent The Rocky Horror Picture Show, un long métrage de 1975 réalisé par Jim Sharman.

## Crédits
- Achille Lauro - voix, texte
- Gow Tribe - production, composition
- Frenetik - production, guitare, synthétiseur, composition
- Orang3 - production, guitare, batterie, synthétiseur, composition
- Gregorio Calculli - production, guitare, composition
- Riccardo "Kosmos" Castelli - guitare
- Marco Lancs - batterie

## Classement hebdomadaire
Classement hebdomadaire Italie
| Classement (2020) | Meilleure position |
| ----------------- | ------------------ |
| Italie iTunes     | 1                  |
| Italie FIMI       | 46                 |

| Classement (2020)   | Meilleure Position |
| ------------------- | ------------------ |
| Émirats Arabes Unis | 9                  |
| Luxembourg          | 12                 |
| Suisse              | 47                 |